# Кантийи
Кантийи́ (фр. Quantilly) — коммуна во Франции, находится в регионе Центр. Департамент — Шер. Входит в состав кантона Сен-Мартен-д’Оксиньи. Округ коммуны — Бурж.
Код INSEE коммуны — 18189.
Коммуна расположена приблизительно в 185 км к югу от Парижа, в 90 км юго-восточнее Орлеана, в 17 км к северу от Буржа.

## Население
Население коммуны на 2008 год составляло 430 человек.
| 1962 | 1968 | 1975 | 1982 | 1990 | 1999 | 2008 |
| ---- | ---- | ---- | ---- | ---- | ---- | ---- |
| 400  | 401  | 352  | 346  | 456  | 442  | 430  |

## Администрация
| Период | Период | Фамилия       | Партия | Примечания |
| ------ | ------ | ------------- | ------ | ---------- |
| 2001   | 2008   | Пьер Реманжон |        |            |
| 2008   | 2014   | Беатрис Дамад |        |            |

## Экономика

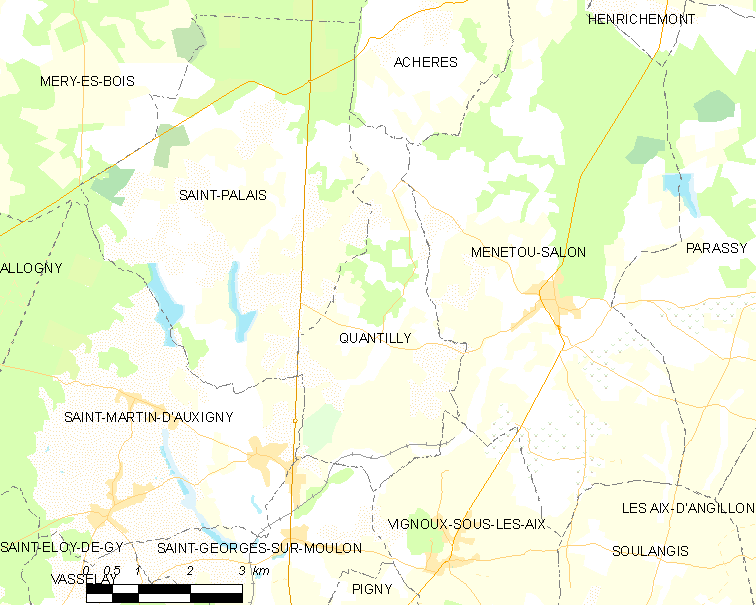
Карта коммуны

Основу экономики составляют виноградарство, а также лесное и сельское хозяйство.
В 2007 году среди 306 человек в трудоспособном возрасте (15-64 лет) 222 были экономически активными, 84 — неактивными (показатель активности — 72,5 %, в 1999 году было 75,3 %). Из 222 активных работали 201 человек (99 мужчин и 102 женщины), безработных было 21 (11 мужчин и 10 женщин). Среди 84 неактивных 21 человек были учениками или студентами, 41 — пенсионерами, 22 были неактивными по другим причинам.

## Достопримечательности
- Церковь Сен-Жену (XVIII век)
- Замок Шангран (XIX век)
- Замок Кантийи (XVIII век)